# Euthera rieki
Euthera rieki là một loài ruồi trong họ Tachinidae.